# بحيرة التل الأسود

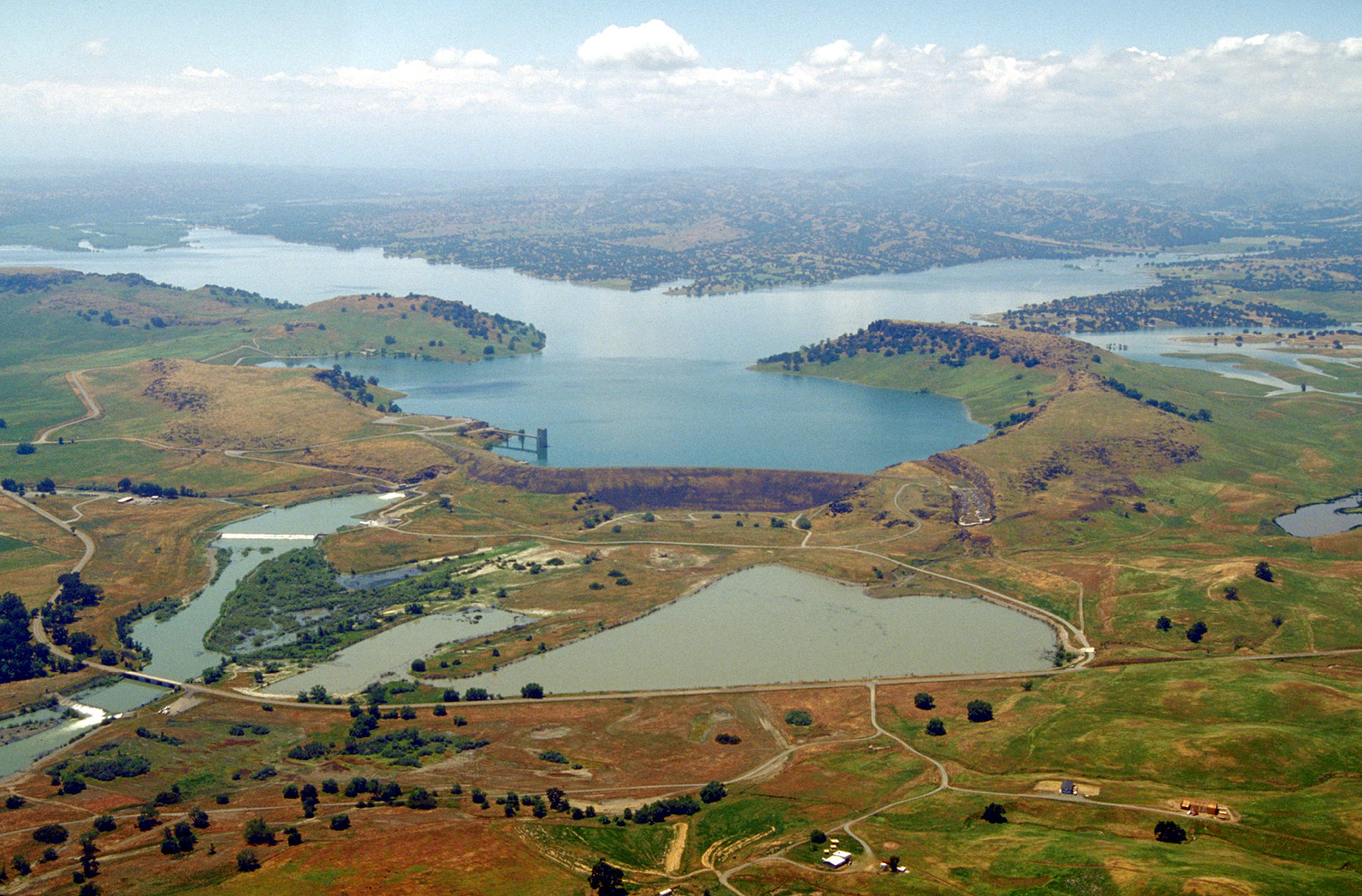
بحيرة التل الأسود

بحيرة بوت السوداء هي بحيرة اصطناعية تقع في مقاطعة تهامة وجلين في ولاية كاليفورنيا ، الولايات المتحدة. وقد شكلت البحيرة من جدول صخري في عام 1963 عند الانتهاء من سد التل الأسود  من قبل فيلق مهندسي الجيش الأمريكي. يقع السد حوالي 9 أميال (14.5 كم) غرب أورلاند. في تجمع كامل، البحيرة على بعد 7 أميال (11.3 كيلومتر) ويبلغ الشاطئ من 40 ميلا (64.4 كم) وتبلغ مساحتها 4460 فدان (18 كم مربع). تم بناء السد والبحيرة للوقاية من الفيضانات للبلدات المحلية والأراضي الزراعية.